# Littoraria flammea
Littoraria flammea foi uma espécie de gastrópodes da família Littorinidae. Foi endémica da China.